# Hitomi Shimatani
Pour les articles homonymes, voir Hitomi (prénom).
Hitomi Shimatani (島谷 ひとみ, Shimatani Hitomi) est une chanteuse japonaise née le 4 septembre 1980 à Hiroshima (Japon)[réf. nécessaire].

## Filmographie
Films
- 2010 : The Bodyguard[2]
- 2009 : Parallel Movie[3],[4]
- 2006 : Prince of Tennis (Live action)

Drama
- 2008 : Keitai Sousakan 7 (apparition dans l'épisode 31, opening theme : wake you up)
- 2006 : Damens Walker (TV Asahi)
- 2003 : Boku dake no Madonna (Fuji TV)
- 2002 : Tantei Kazoku
- 2001 : Shinjukuzame Koorimai
- 1999 : Tetsu Niisan

Comedie Musicale
- Rôle de Anne Shirley dans la comédie musicale adaptée du roman Anne of Green Gables[5]